# イーゴリ・スヴャトスラヴィチ (リャザン公)
イーゴリ・スヴャトスラヴィチ（ロシア語: Игорь Святославич、生年不明 - 1147年以降）は、ムーロム公スヴャトスラフの4人の子のうちの末子である。リャザン公：1148年。
1147年、兄のダヴィドの死後、リャザン公国を統治した。子孫にあたる人物は残されていない。